# Aspila insularis
Aspila insularis är en fjärilsart som beskrevs av Pierre E.L. Viette 1967. Aspila insularis ingår i släktet Aspila och familjen nattflyn. Inga underarter finns listade i Catalogue of Life.